# Велике Село (Бокситогорський район)
Велике Село (рос. Великое Село) — присілок Бокситогорського району Ленінградської області Росії. Входить до складу Єфімовського міського поселення.
Населення — 9 осіб (2003 рік).

## Населення
| 2007 | 2010 | 2017 |
| ---- | ---- | ---- |
| 9    | ↗11  | ↘6   |